# Hippoglossina oblonga
Hippoglossina oblonga is een  straalvinnige vissensoort uit de familie van schijnbotten (Paralichthyidae). De wetenschappelijke naam van de soort is voor het eerst geldig gepubliceerd in 1815 door Mitchill.